# Ágnes Ullmann
Ágnes Ullmann (ur. 14 kwietnia 1927 w Satu Mare, zm. 25 lutego 2019 w Paryżu) – węgierska i francuska biochemiczka i mikrobiolożka.

## Życiorys
W 1949 r. uzyskała dyplom chemika na Wydziale Nauk Przyrodniczych Uniwersytetu Loránda Eötvösa w Budapeszcie. W latach 1949–1960 pracowała w Lekarskim Instytucie Chemicznym (Orvosi Vegytani Intézet). W 1960 r. uciekła wraz z mężem do Francji. W 1966 r. rozpoczęła pracę w Instytucie Pasteura w Paryżu, a w 1978 r. została kierowniczką laboratorium. W latach 1982–1995 pełniła funkcję dyrektorki ds. rozwoju naukowego. Od 1998 r. była członkinią zagraniczną Węgierskiej Akademii Nauk. Dziedziną jej badań była biologia molekularna.
W 1966 r. uzyskała francuskie obywatelstwo.

## Odznaczenia
- Złoty medal Ludwika Pasteura (1995)
- Order Legii Honorowej w randze kawalera (1996)
- Złoty Medal Roberta Kocha (Robert-Koch-Medaille in Gold) (2002)[4][3]

## Ważniejsze publikacje
- Agnès Ullman, André Lwoff: Origins of molecular biology. A tribute to Jacques Monod. Washington, D.C: ASM Press, 2003. ISBN 1-55581-281-3. OCLC 53138790. Brak numerów stron w książce
- Ernesto Quagliariello, Giorgio Bernardi, Agnès Ullmann: From enzyme adaptation to natural philosophy: heritage from Jacques Monod – proceedings of the Symposium „Jacques Monod and Molecular Biology, Yesterday and Today” held in Trani, Italy, 13-15 December 1986. Amsterdam; New York: Elsevier Science, 1987. ISBN 0-444-80887-6. OCLC 15631828. Brak numerów stron w książce
- Agnès Ullmann, Antoine Danchin, Francis Gasser: Régulation de l’expression génétique. Rôle de l’AMP cyclique. Paris: Hermann, 1986. ISBN 2-7056-1416-8. OCLC 14962384. (fr.). Brak numerów stron w książce
- Agnès Ullmann, François Jacob, Jacques Monod. Characterization by in vitro complementation of a peptide corresponding to an operator-proximal segment of the β-galactosidase structural gene of Escherichia coli. „Journal of Molecular Biology”. 24, s. 339–343, 1967. Elsevier BV. DOI: 10.1016/0022-2836(67)90341-5. ISSN 0022-2836.